# 9869 Ядомару
9869 Ядомару (9869 Yadoumaru) — астероїд головного поясу, відкритий 9 лютого 1992 року.
Тіссеранів параметр щодо Юпітера — 3,537.
Названо на честь астронома Ядомару (яп. やどうまる(矢動丸) ядо:мару).